# Okręg Berat
Okręg Berat (alb. rrethi i Beratit) – jeden z trzydziestu sześciu okręgów administracyjnych w Albanii; leży w środkowej części kraju, w obwodzie Berat. Liczy ok. 118 tys. osób (2008) i zajmuje powierzchnię 939 km². Jego stolicą jest Berat. W skład okręgu wchodzi dwanaście gmin: Berat, Cukalat, Kutalli, Lumas, Otllak, Poshnje, Roshnik, Sinjë, Tërpan, Ura Vajgurore, Velabisht, Vërtop.
Inne miasta: Urë Vajgurore.